# Stella Polaris

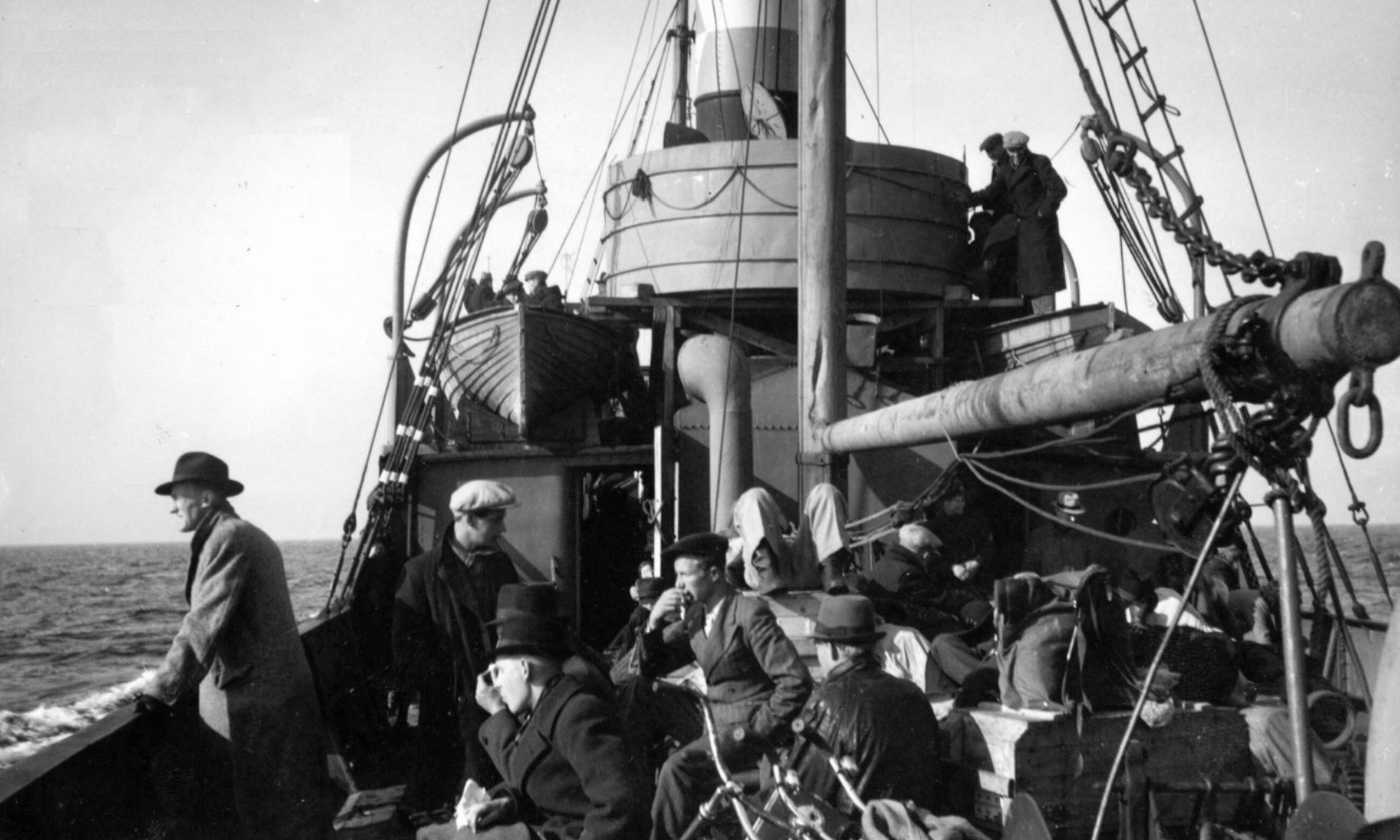
Офіцери фінської розвідки переправляються через Ботнічну затоку.

Stella Polaris (лат. ’Полярна зоря’) — операція, під час якої наприкінці вересня 1944 року після завершення бойових дій на фінсько-радянському фронті у Другій світовій війні до Швеції було перевезено записи фінської радіоелектронної розвідки, обладнання та особовий склад. Наприкінці вересня 1944 року в Швецію прибули чотири судна, на борту яких перебувало близько 750 фахівців зі своїми сім'ями, а також багато апаратури та документації. Мета полягала в тому, щоб дати можливість продовжити діяльність радіорозвідки проти наступаючих росіян у Швеції та запобігти потраплянню обладнання до рук Радянського Союзу. Радянське вторгнення вважалося ймовірним, і планувалося підтримувати партизанську війну у Фінляндії після можливої окупації. Операція мала базу в невеликому рибальському селі Немпнес у Нерпесі, регіон Остроботнія, звідки архіви вирушали до шведських портів. Керівниками операції були полковник Аладар Паасонен, начальник фінської військової розвідки, і полковник Рейно Халламаа, начальник відділу радіоелектронної розвідки Фінляндії.